# Station Rokujizo

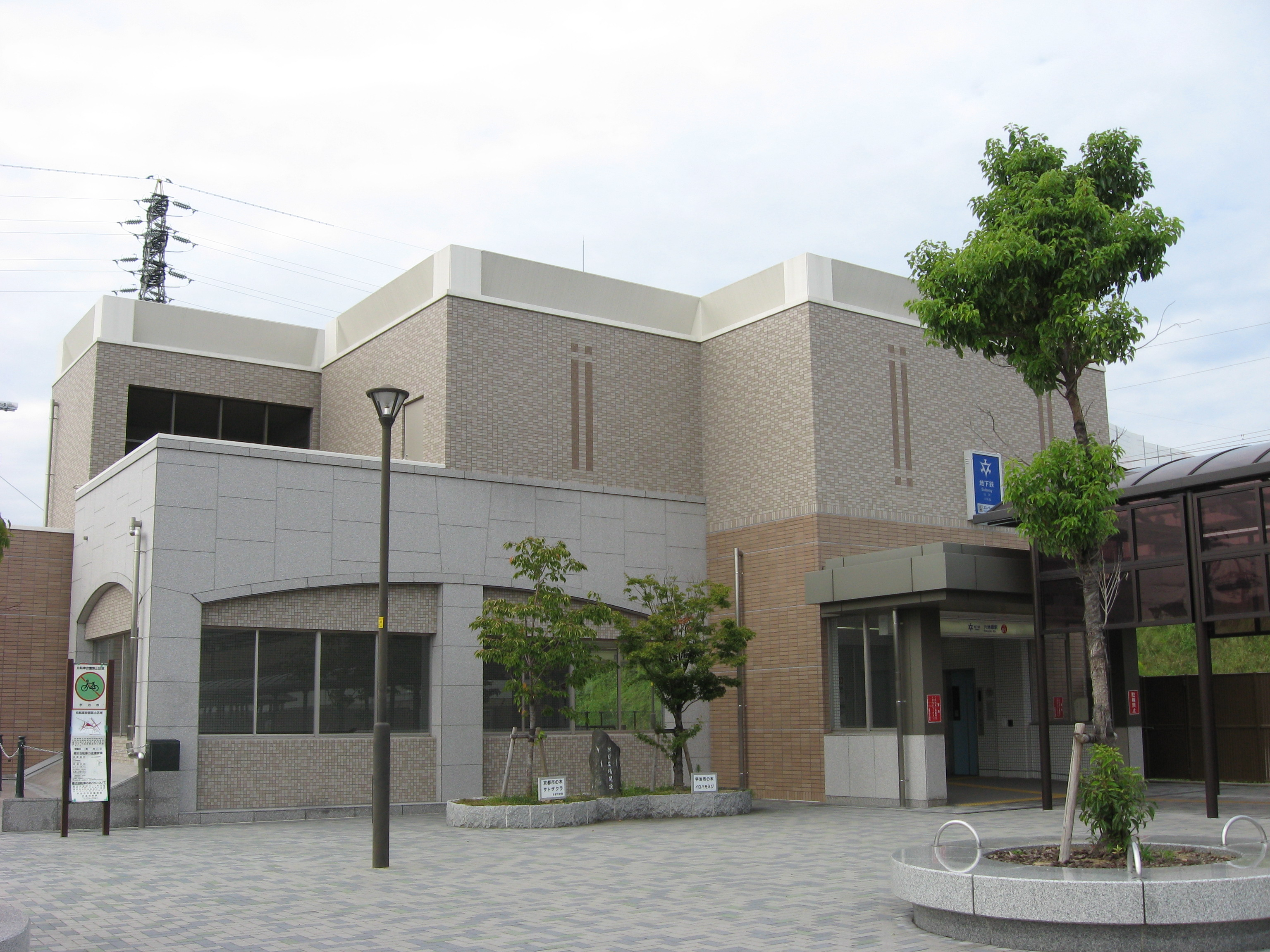
Het stationsgeboue van het metrostation.

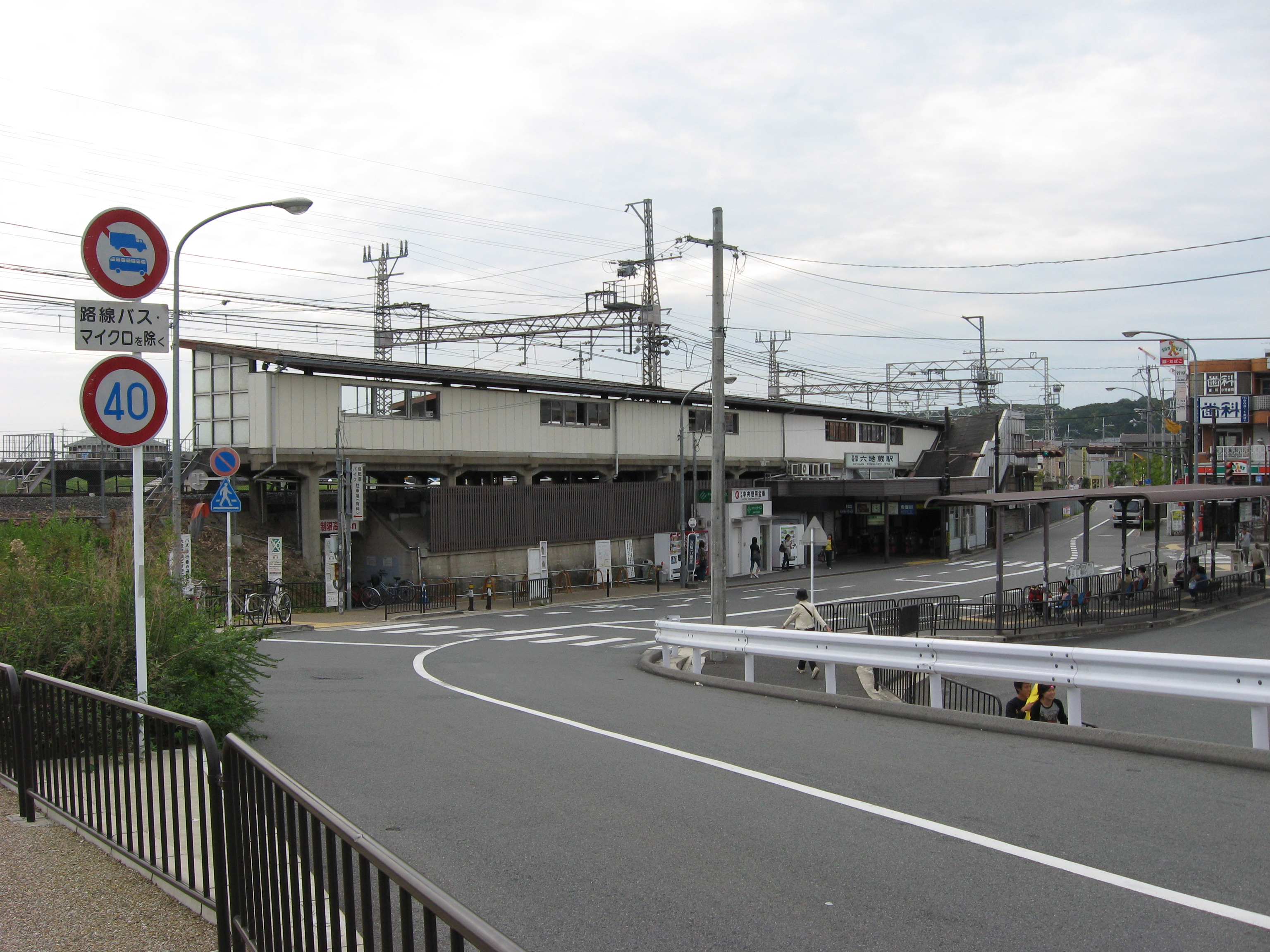
Het station aan de Keihan Uji-lijn.

Station Rokujizō  (六地蔵駅,  Rokujizō-eki) is de naam van drie stations (spoorweg- en metro) in de Japanse stad Uji en de wijk Fushimi-ku in de stad Kyoto. Het wordt aangedaan door de Nara-lijn (JR West), de Uji-lijn (Keihan) en de Tōzai-lijn (Metro van Kioto). Alle spoorwegmaatschappijen hebben verschillende stations: de stations van JR en de metro bevinden zich 200 meter ten noordoosten van het station van Keihan, dat zich in de wijk Fushimi-ku bevindt. Er zijn in totaal zes sporen, gelegen aan twee eilandperrons en twee zijperrons.
De naam Rokujizō betekent zes Jizō (Ksitigarbha).

## Lijnen

### JR West
| 1 | ■ Nara-lijn | richting Kioto              |
| 2 | ■ Nara-lijn | richting Uji , Kizu en Nara |

### Metro van Kioto
Het metrostation bevindt zich ten westen van het JR-station. Het station heeft het nummer T01.
| 1,2 | ■ Tōzai-lijn | richting Yamashina, Sanjō Keihan, Nijō en Uzumasa Tenjingawa |

### Keihan
| 1 | ■ Uji-lijn | richting Chūshōjima |
| 2 | ■ Uji-lijn | richting Uji        |

## Geschiedenis
Het station van Keihan werd in 1913 geopend en is daarmee het oudste station. Het station werd regelmatig getroffen door overstromingen: in 1917, 1951, 1953, 1961 en in 1966, waarbij het oude station goeddeels werd vernietigd. In 1992 werd het JR-station geopend en in 2004 het metrostation.

## Overig openbaar vervoer
Bussen van Keihan met bestemmingen in Kioto.
Kioto · Tōfukuji · Inari · JR Fujinomori · Momoyama · Rokujizō · Kohata · Ōbaku · Uji · JR Ogura · Shinden · Jōyō · Nagaike · Yamashiro-Aodani · Yamashiro-Taga · Tamamizu · Tanakura · Kamikoma · Kizu (Narayama · Nara)
Chūshojima · Kangetsukyō · Momoyama-Minamiguchi · Rokujizō · Kowata · Ōbaku · Mimurodo · Uji
Rokujizō · Ishida · Daigo · Ono · Nagitsuji · Higashino · Yamashina · Misasagi · Keage · Higashiyama · Sanjō Keihan · Kyoto Shiyakusho-mae · Karasuma Oike · Nijōjō-mae · Nijō · Nishiōji Oike · Uzumasa Tenjingawa